# ウォール・ストリート駅 (IRTレキシントン・アベニュー線)
ウォール・ストリート駅 (ウォール・ストリートえき、英語: Wall Street) はニューヨーク市地下鉄IRTレキシントン・アベニュー線の駅である。マンハッタン区フィナンシャル・ディストリクトのブロードウェイとウォール・ストリートの交差点に位置し、4系統が終日、5系統が深夜を除く終日停車する。

## 歴史
駅はレキシントン・アベニュー線がフルトン・ストリート駅から当駅まで延伸された1905年6月12日に開業した。
1994年1月6日、自動改札機が当駅とサウス・フェリー/ホワイトホール・ストリート駅で稼働を開始した。
1995年、MTAは付近に他線の駅が多く位置しているためレキシントン・アベニュー線ウォール・ストリート駅かブロードウェイ-7番街線ウォール・ストリート駅のどちらかを廃止することを検討していた。が、最終的にどちらも廃止されることはなく現在も営業を続けている。
駅は2004年9月17日にアメリカ合衆国国家歴史登録財に指定された。

## 駅構造
| G           | 地上階                         | 出入口 |
| B1 ホーム階 | 相対式ホーム、右側の扉が開く。 | 相対式ホーム、右側の扉が開く。 |
| B1 ホーム階 | 北行線                         | ← ウッドローン駅行き（フルトン・ストリート駅） ← イーストチェスター-ダイアー・アベニュー駅行き（フルトン・ストリート駅） ← ラッシュ時：ネレイド・アベニュー駅行き（フルトン・ストリート駅）                                                                |
| B1 ホーム階 | 南行線                         | → クラウン・ハイツ-ユーティカ・アベニュー駅行き（ボウリング・グリーン駅）→ 深夜帯：ニューロッツ・アベニュー駅行き（ボウリング・グリーン駅）→ 平日：ブルックリン・カレッジ駅行き（ボウリング・グリーン駅）→ 週末・夜間：ボウリング・グリーン駅行き（終点）→ |
| B1 ホーム階 | 相対式ホーム、右側の扉が開く。 | |
| B2          | 地下通路                       | ホーム間連絡通路 BMTナッソー・ストリート線ブロード・ストリート駅乗換通路 |

駅は相対式ホーム2面と線路2線を有した2面2線の地下駅で、ホームは南北線で僅かにずれている。ホーム中央に南北ホーム間連絡通路への階段があり、駅の出入口の階段は緑色で塗装された湾曲した金属の屋根で覆われている。この屋根は、木や葉をイメージした形に彫刻されている。

### 出入口
駅には改札口が3箇所ある。南北ホーム南端にそれぞれ独立した改札口があり、南行ホーム側からはブロードウェイとレクター・ストリートの交差点とブロードウェイとエクスチェンジ・プレイスの間、ブロードウェイ西側に階段が2つ、北行ホーム側からは同地点東側に同じく階段が2つ接続している。残りの1箇所は南行ホーム北端にあり、ブロードウェイとテムズ・ストリートの交差点南西、トリニティ・ビルディングに階段が1つ接続している。
また、改札外にはBMTナッソー・ストリート線ブロード・ストリート駅およびIRTブロードウェイ-7番街線ウォール・ストリート駅への地下連絡通路がある。

## 画像

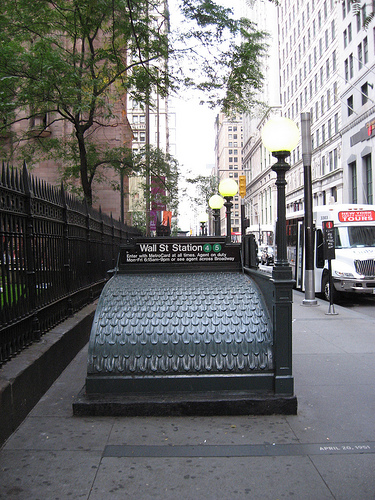
トリニティ教会前にある駅出入口
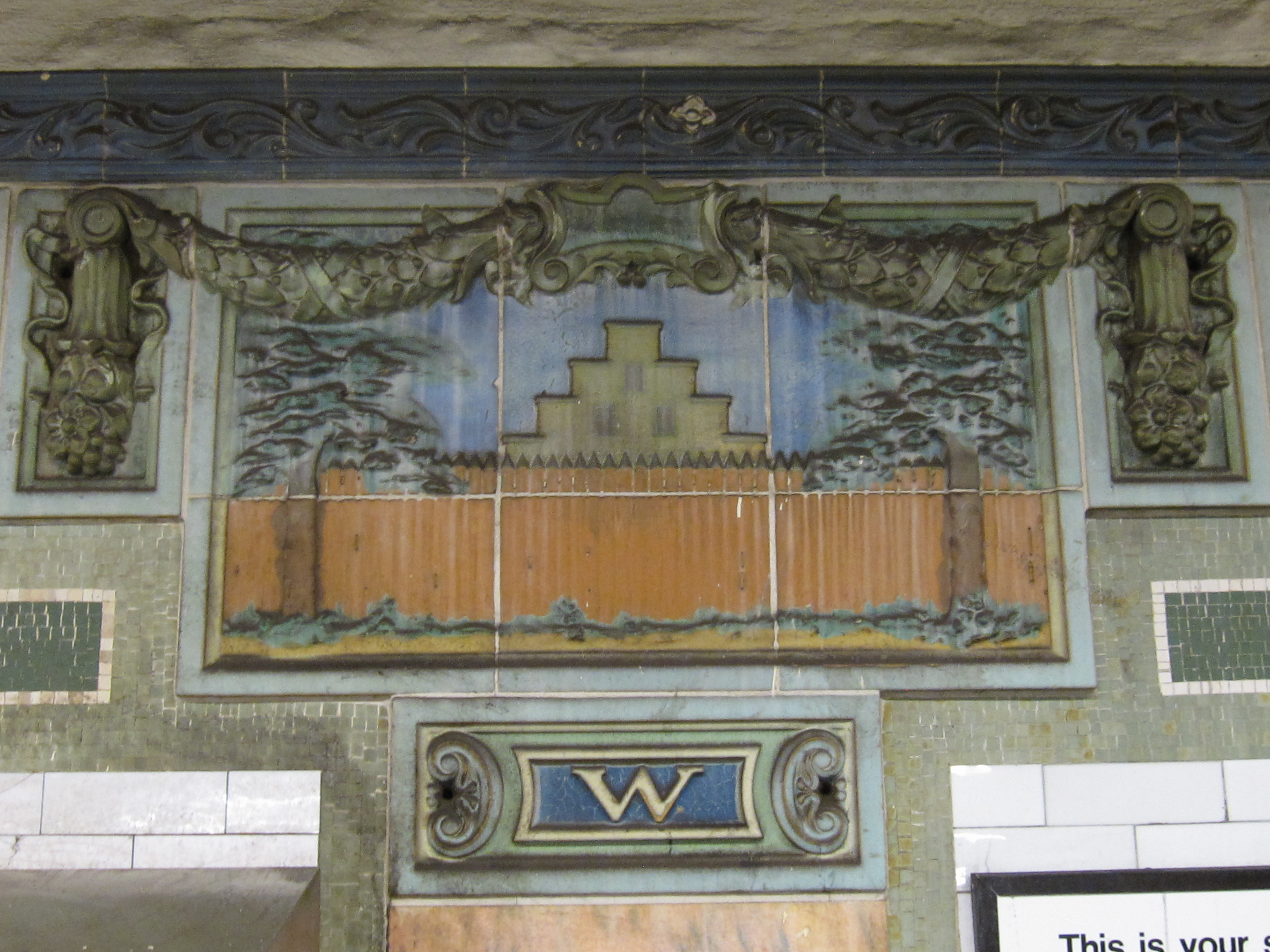
ニューアムステルダム時代のニューヨークをイメージして作られたモザイクアート
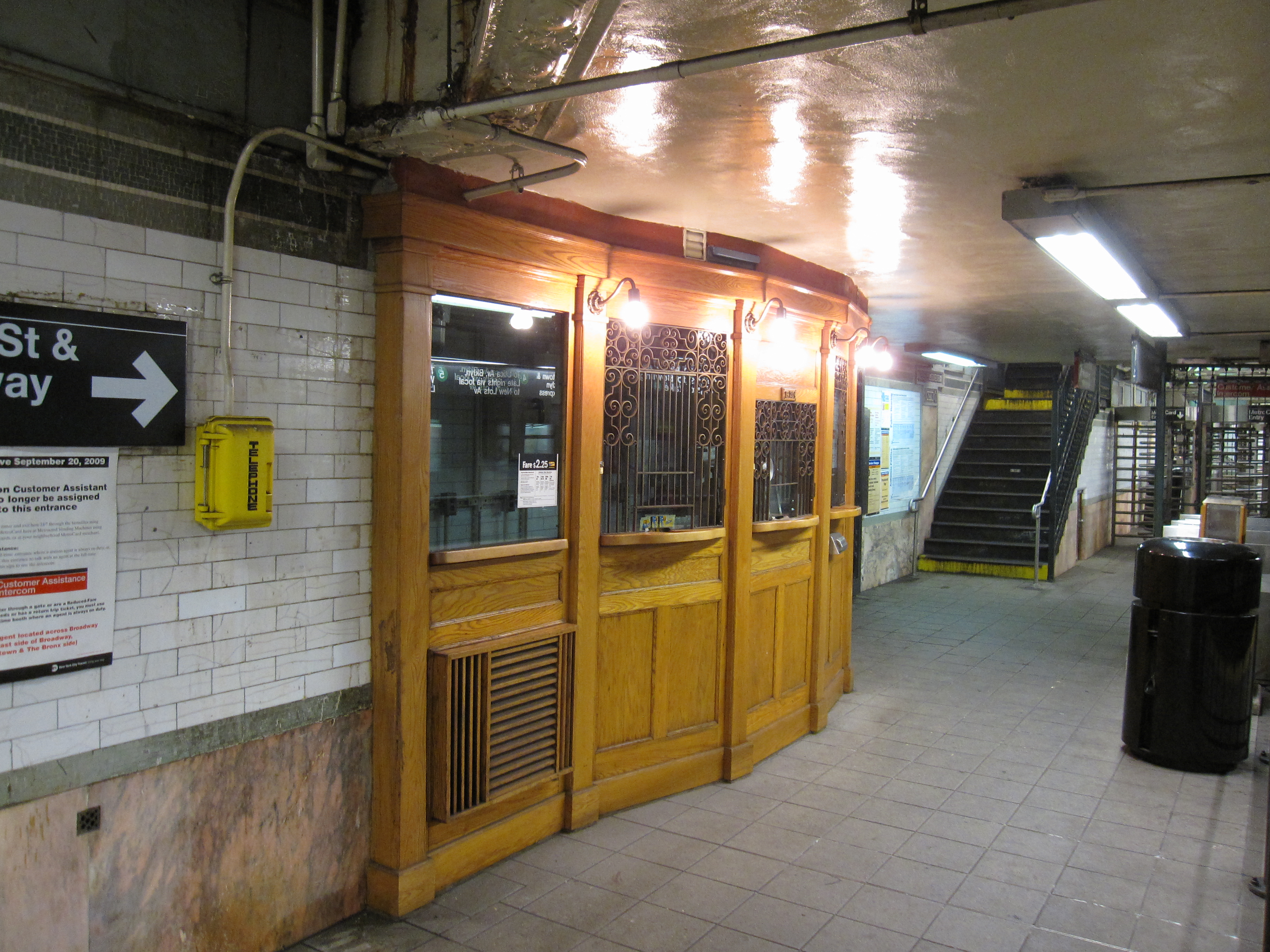
古い木製のきっぷ売り場
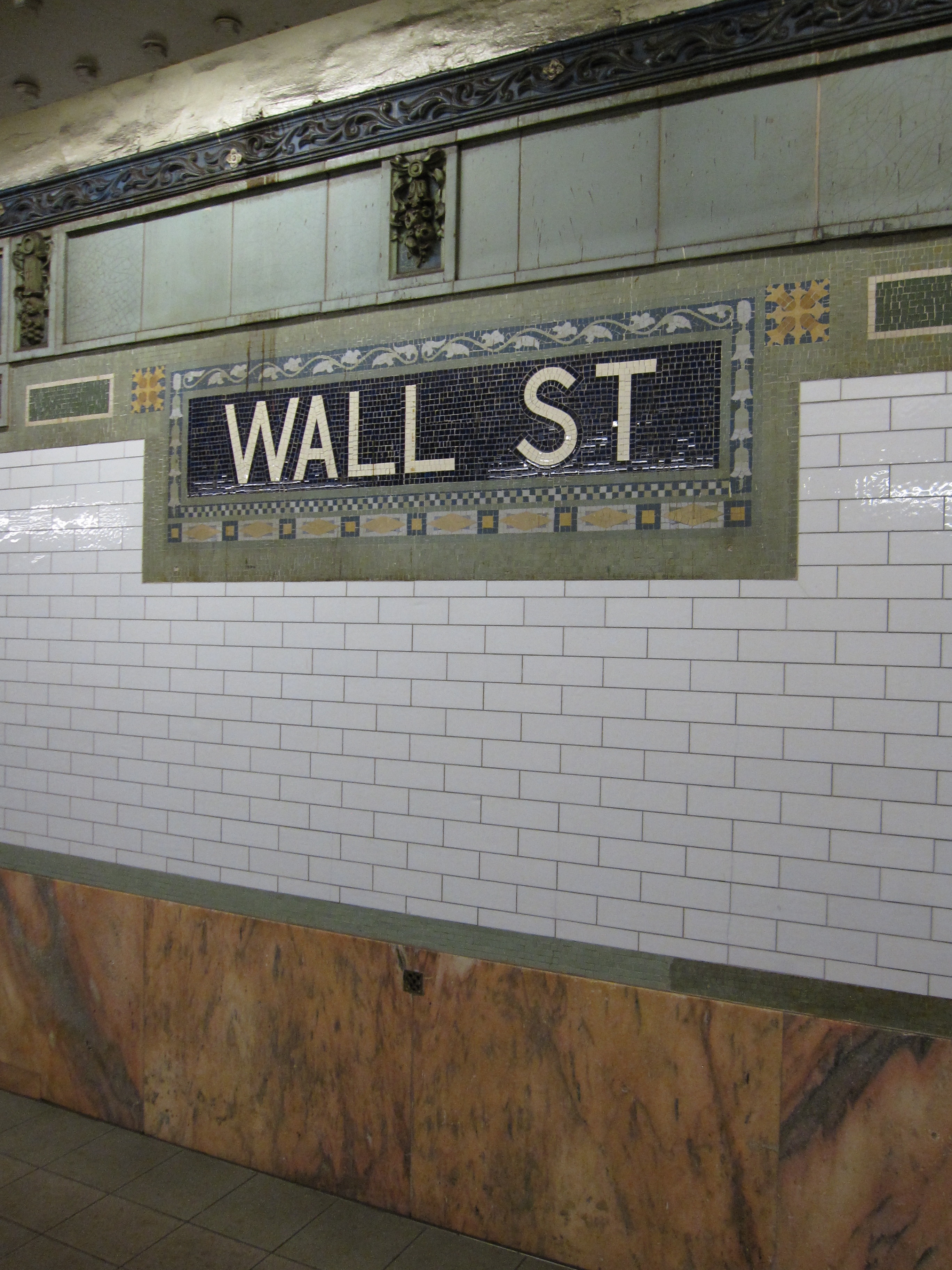
駅名標
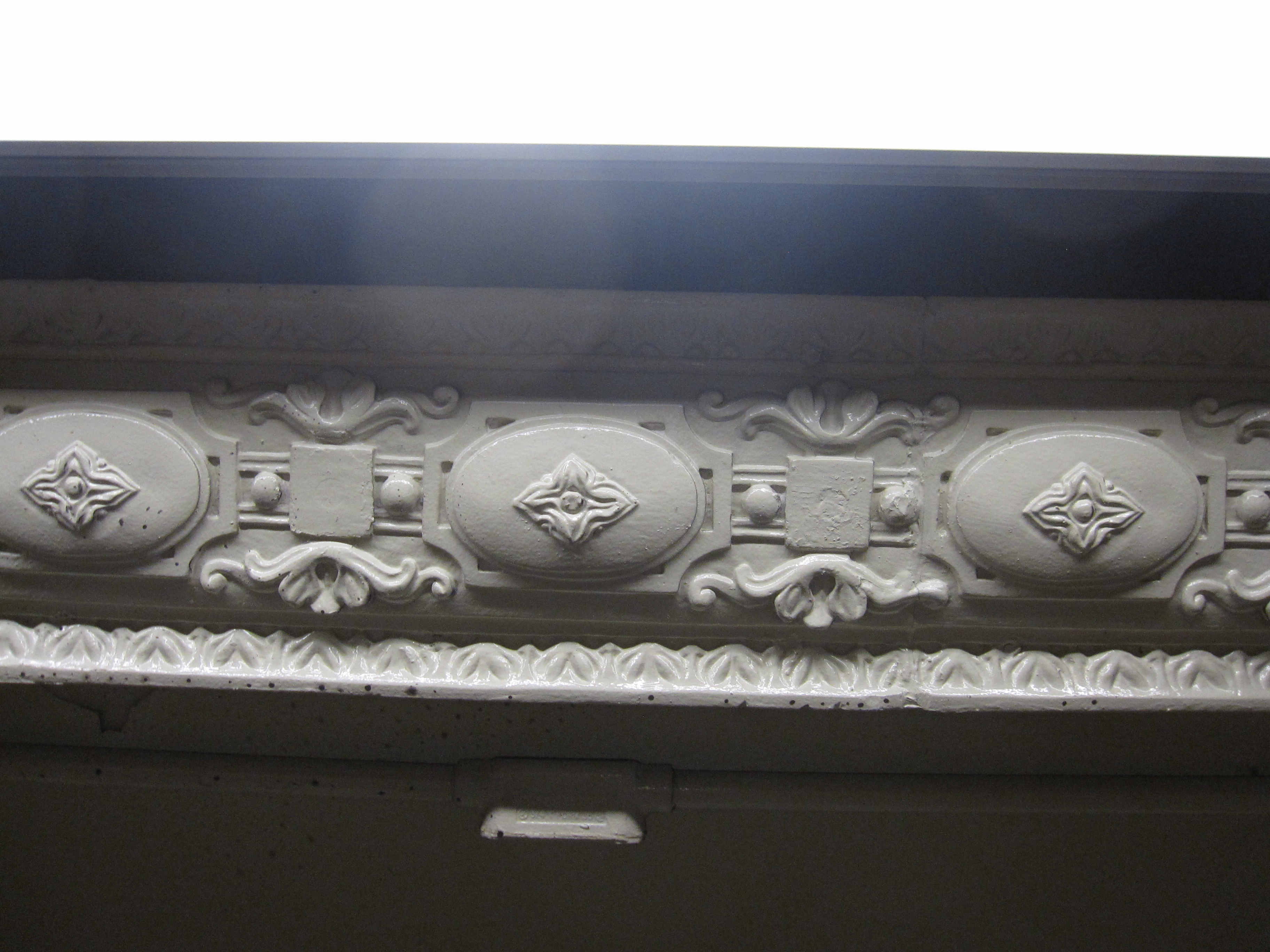
天井の装飾
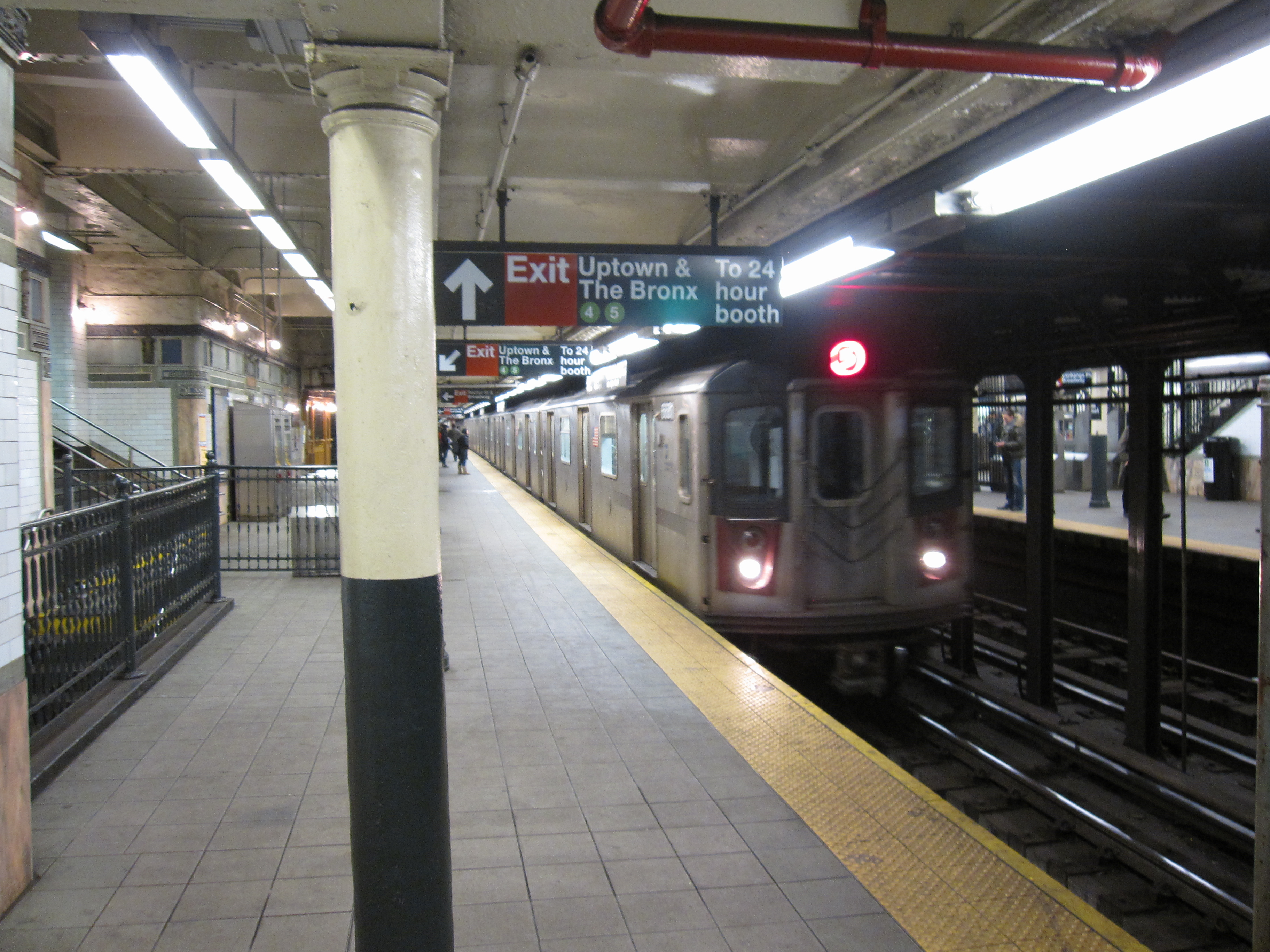
R142電車5系統が到着する